# Canosa Sannita
Canosa Sannita er en by i Abruzzo, Italien med 1.268 (2023) indbyggere.